# Saproma
Saproma là một chi rêu trong họ Dicranaceae.